# Richard Magyar
Richard Göran Emil Magyar (Malmö, 3 maggio 1991) è un ex calciatore e allenatore di calcio svedese di origine ungherese, di ruolo difensore.

## Carriera

### Giocatore
All'età di 8 anni inizia a giocare a livello giovanile nell'Åkarps IF, prima di passare al GIF Nike. A 15 anni svolge un provino per il Malmö FF. Nel 2006 entra nel vivaio della squadra cittadina della vicina Lund, ma vi rimane solo un anno poiché segue la sua famiglia nel trasferimento ad Halmstad. Qui continua a giocare a calcio, nei settori giovanili di Astrio e Halmstad.
Proprio con l'Halmstad fa il suo debutto a livello senior in Allsvenskan, partendo titolare il 5 maggio 2010 nella sconfitta esterna contro il Kalmar (1-0), complice l'infortunio del compagno di squadra Tomas Žvirgždauskas.
Dopo aver indossato anche la fascia da capitano dell'Halmstad, nel gennaio 2015 diventa un giocatore dell'Aarau, firmando un contratto di due anni e mezzo con il club svizzero. Il successivo 26 maggio, tuttavia, rescinde consensualmente a causa del poco spazio trovato.
Il 7 luglio 2015 viene presentato alla stampa come rinforzo estivo dell'Hammarby insieme al nuovo compagno di squadra Imad Khalili. Durante i due anni in biancoverde colleziona 41 presenze in Allsvenskan, ma nel corso di questo periodo ha anche periodi difficili sia dal lato sportivo (talvolta relegato in tribuna nella seconda metà della stagione 2016) che dal lato personale, come da lui stesso ammesso in un'intervista.
Nel giugno 2017, alla scadenza del contratto con l'Hammarby, Magyar firma un contratto di 2+1 anni con i tedeschi del Greuther Fürth, con cui disputa due campionati di 2. Bundesliga.
Scaduto il contratto con il Greuther Fürth, nel luglio 2019 fa ritorno in Svezia all'Hammarby. Viene nominato capitano all'inizio del campionato 2022, edizione in cui colleziona 8 presenze, ma a fine stagione si ritira all'età di 31 anni.

### Allenatore
Il 1º novembre 2023, a due giorni di distanza dalla partenza dall'Hammarby del tecnico spagnolo Martí Cifuentes e del suo assistente Xavi Calm, la società biancoverde annuncia che Magyar e Kalle Björklund si sarebbero temporaneamente uniti come assistenti del nuovo tecnico ad interim Abel Lorincz per le ultime due rimanenti giornate dell'Allsvenskan 2023.

## Palmarès

### Club

#### Competizioni nazionali
- Coppa di Svezia: 1

Hammarby: 2020-2021